# The Weak-End Party

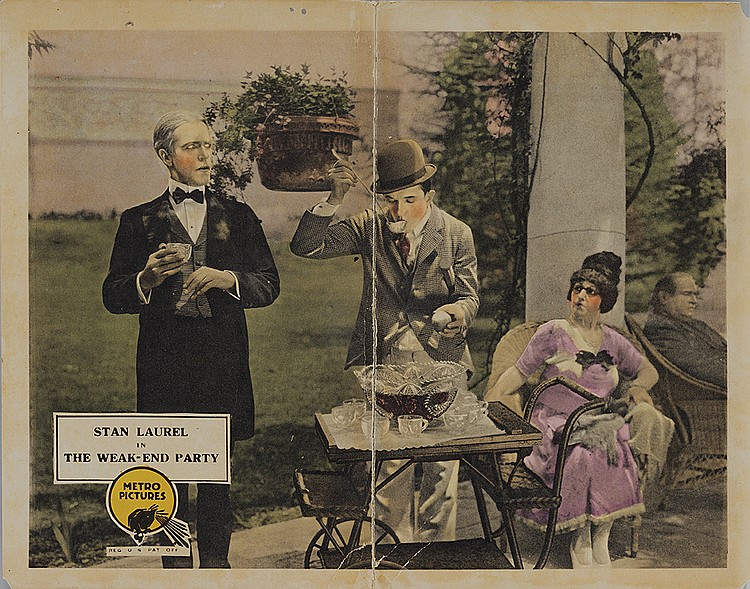
Carte promotionnelle du film, avec Stan Laurel et Edward Jefferson.

The Weak-End Party est un film américain réalisé par Broncho Billy Anderson et sorti en 1922, avec Stan Laurel dans le rôle d'un jardinier.

## Fiche technique
- Réalisation : Broncho Billy Anderson
- Production : Quality Producing Company[1]
- Distributeur : Metro
- Date de sortie :
  - États-Unis : 2 octobre 1922[2].

## Distribution
- Stan Laurel : le jardinier
- Marion Aye : Lily

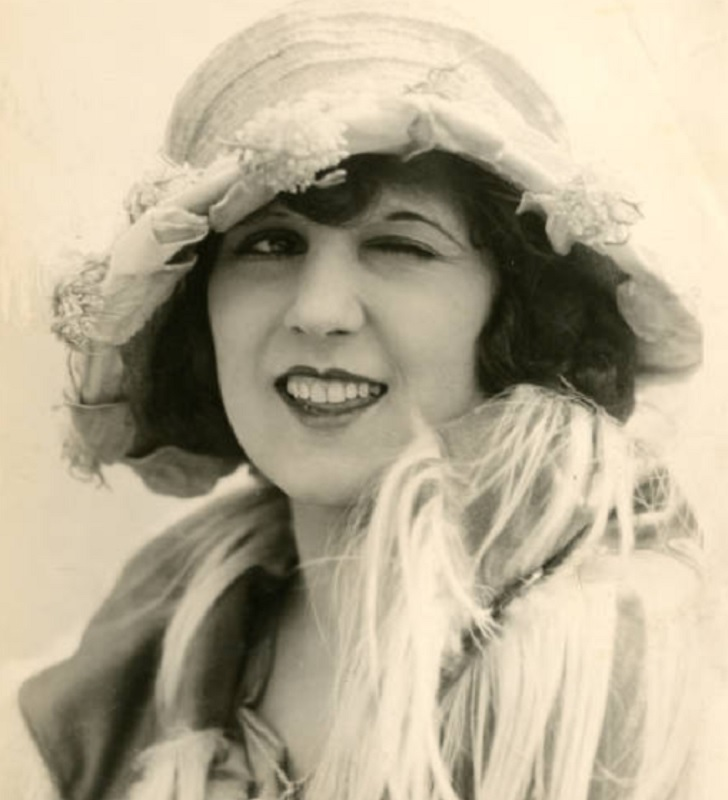
Marion Aye dans The Weak-End Party

- Harry L. Rattenberry : Mr. Smith, son père
- Otto Fries : The overseer
- Colin Kenny : Monocle Charley
- Scotty MacGregor : Pinkerton Burns
- Babe London : Party guest